# Физика высоких плотностей энергии
Фи́зика высо́ких плотносте́й эне́ргий (англ. High Energy Density Physics, HED Physics) — раздел физики на стыке физики конденсированного состояния и физики плазмы, занимающийся изучением систем, имеющих высокую плотность энергии. Под высокой обычно понимается плотность, превышающая плотность энергии в атоме водорода, равную величине 1011 Дж/м³, что соответствует давлениям порядка 1 Мбар (1011 Па).

## Предмет изучения
Предметом изучения физики высоких плотностей энергии является вещество, плотность энергии в котором превышает величину 105 Дж/см³, или другими словами его внутреннее давление выше, чем 1 Мбар (1011 Па). При таких давлениях любое вещество испытывает существенное сжатие, а составляющие его протоны и электроны перестают быть связанными внутриатомными силами, образуя сверхплотную плазму. Высоких давлений можно также достигнуть путём нагрева вещества до высоких температур. Например, воздух, имеющий при комнатной температуре и атмосферном давлении плотность порядка 10−3 г/см³, достигает давления в 1 Мбар при температуре порядка 108 K или 10 кэВ. В этих условиях воздух ионизируется, также образуя плазму. Вещество, имеющее высокую плотность энергии, похоже на плазму и конденсированное состояние тем, что в его свойствах существенную роль играют коллективные эффекты, однако в то же время по сравнению с традиционной плазмой частицы в этом случае более коррелированы, а по сравнению с обычным конденсированным состоянием бо́льшую роль играют ионизация и кулоновское взаимодействие.

## История развития экспериментального оборудования

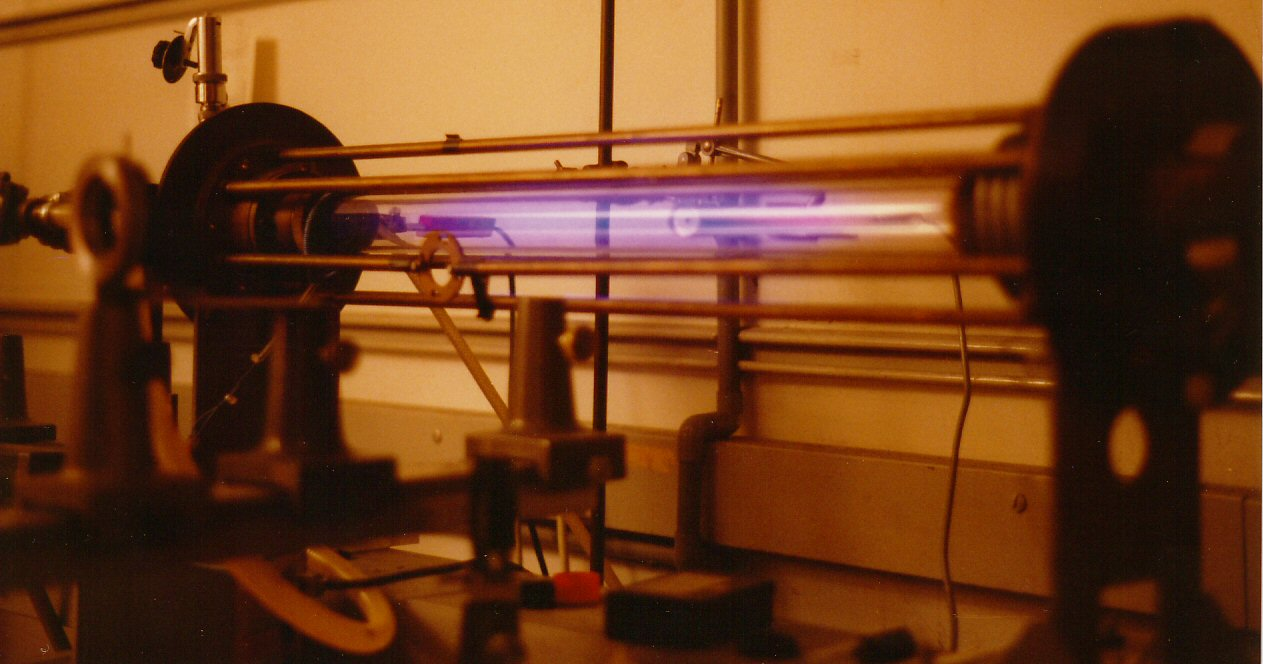
Лабораторная установка Z-пинча

Появление первых работ в области физики высоких плотностей энергии в 1930-х годах связано с развитием ускорителей, позволивших фокусировать пучки энергичных частиц в небольшом объёме. Развитие ядерного оружия в 1940-х также позволило получать вещество с высокой плотностью энергии, однако в виде, непригодном для проведения систематических научных исследований. В 1950-х была разработана система Z-пинч, предназначенная для сжатия горячей плазмы с целью достижения условий, необходимых для инициирования управляемой термоядерной реакции. А в конце 1950-х — 1960-х появились и были быстро освоены лазерные технологии, позволившие получать в экспериментальных условиях высокие интенсивности оптического излучения. В то же время возникла идея использования сверхмощного лазерного излучения для целей инерциального термоядерного синтеза. Эти разработки послужили предпосылками для возникновения нового раздела в физике, занимающимся изучением свойств вещества в состоянии с высокой плотностью энергии.

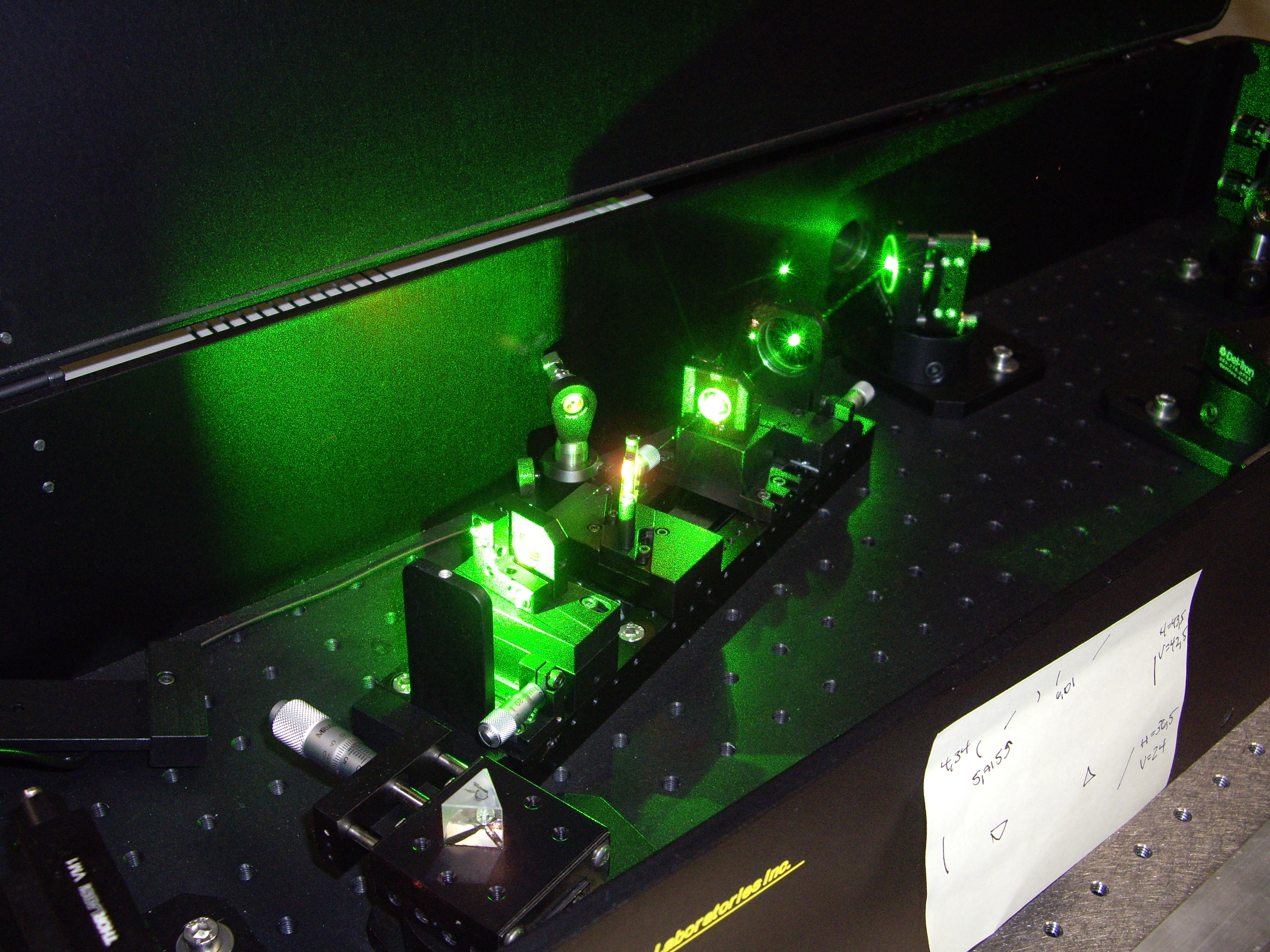
Фемтосекундный лазер на титан-сапфире, использующий технологию усиления чирпированных импульсов

В 1970-х годах лазеры постепенно наращивали свою мощность, однако всё ещё не позволяли проводить систематические исследования. Революция в экспериментальной лазерной технике произошла в 1980-х годах. В это время были освоены технологии синхронизации нескольких лазеров, позволявшие в одном выстреле использовать лазеры как для инициации некоторых процессов, так и для их анализа. В то же время появились технические возможности регистрации событий сверхкороткой — субнаносекундной — длительности. Это открыло возможности для детального изучения процессов в плотном веществе, образованном при взаимодействии лазерного излучения с мишенями.
В середине 1980-х годов было сделано ещё одно важное изобретение: технология усиления чирпированных импульсов (CPA), позволившая резко увеличить мощность и интенсивность излучения. В частности, была достигнута интенсивность излучения более 1018 Вт/см², при которой энергия колебаний электрона в поле волны сравнивается с их энергией покоя, то есть существенную роль начинают играть релятивистские эффекты.
В 1990-х годах развитие получила технология Z-пинчей, была разработана так называемая схема быстрого Z-пинча, позволившая существенно снизить влияние гидродинамических неустойчивостей, не позволявших достаточно сильно сжать вещество.
В то же время продолжалось развитие ускорительных технологий. Так, например, ускоритель SLAC позволял получать 1010 электронов, ускоренных до энергии в 50 ГэВ, при этом длительность электронного импульса составляла всего 5 пс, а диаметр пятна фокусировки — 3 мкм. Такой пучок сам по себе представляет среду с высокой плотностью энергии, но кроме того может использоваться и для облучения других веществ.

## Основные направления исследований

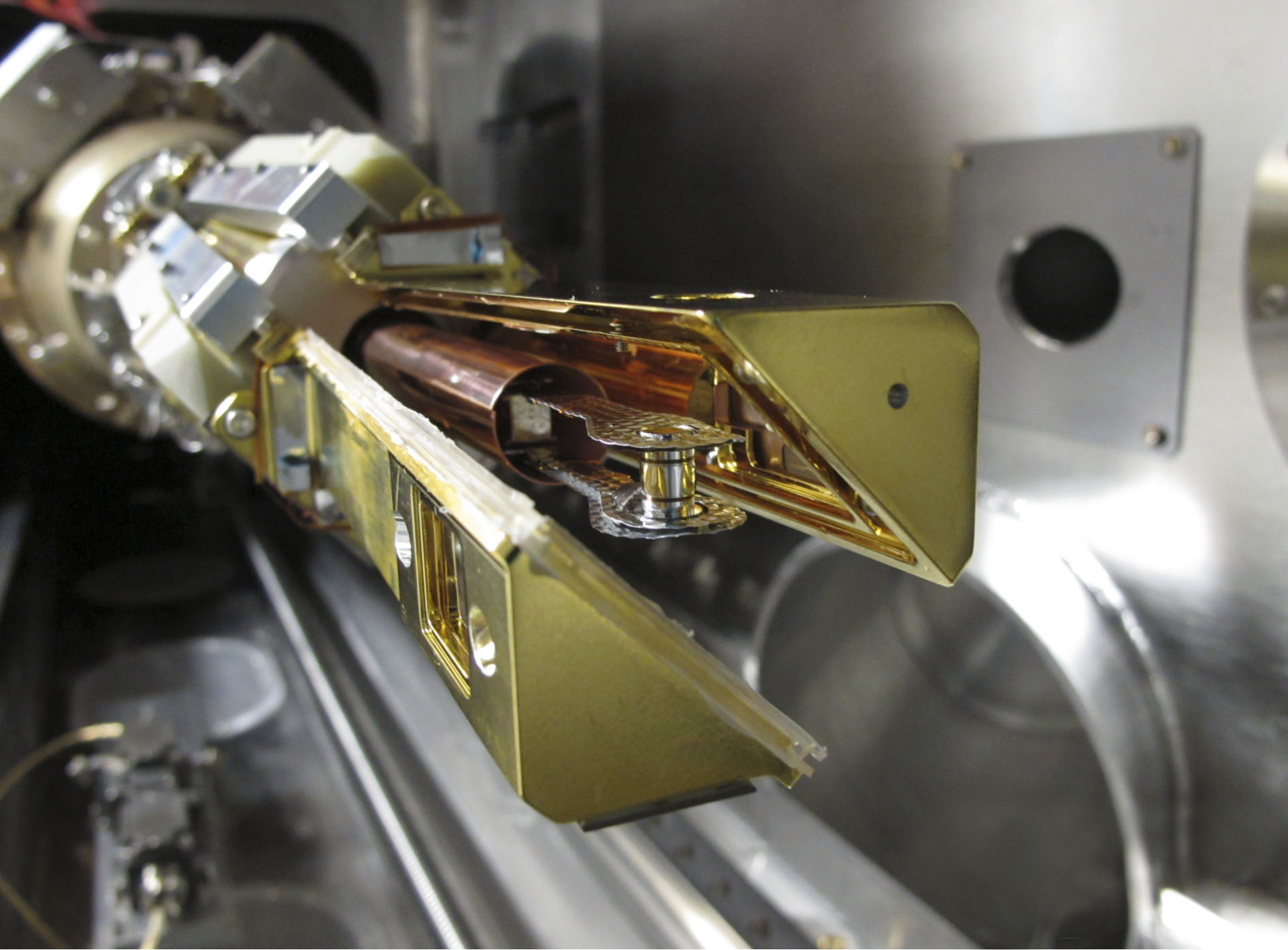
Мишень для инерционного термоядерного синтеза

Вещество в состоянии с высокой плотностью энергии в природе может встречаться в различных ситуациях. При этом, несмотря на некоторую общность рассматриваемых вопросов, каждое направление исследований имеет свою специфику. Исторически первым возникла задача управляемого термоядерного синтеза, и в частности проблема инерциального синтеза, при решении которой и приходится проводить изучение вещества в сверхплотном состоянии. Другим направлением, появившимся чуть позже, стала экспериментальная астрофизика, в рамках которой в земных условиях моделируются процессы, идущие в астрофизических объектах, например, звёздах. Отдельно стоят задачи взаимодействия сверхмощного лазерного излучения с веществом, не направленные на получение термоядерной реакции, в частности, к таким задачам относятся лазерное ускорение электронов и ионов, генерация рентгеновского излучения и получение аттосекундных импульсов.